# Algérie (cruzador)
O Algérie foi o último cruzador pesado operado pela Marinha Nacional Francesa. Seu batimento de quilha ocorreu em meados de março de 1931 nos estaleiros do Arsenal de Brest e foi lançado ao mar no final de maio do ano seguinte, sendo comissionado na frota francesa no meio de outubro de 1934. Era armado com uma bateria principal composta por oito canhões de 203 milímetros montados em quatro torres de artilharia duplas, tinha um deslocamento carregado de mais de 13 mil toneladas e alcançava uma velocidade máxima de 31 nós (57 quilômetros por hora).
O projeto do Algérie foi realizado sob as limitações de tamanho impostas pelo Tratado Naval de Washington e seu desenvolvimento começou no final da década de 1920 em resposta à Classe Zara da Marinha Real Italiana. Seu projeto representou uma grande mudança em relação aos cruzadores pesados franceses anteriores, incorporando novas caldeiras de alta pressão, um sistema de propulsão composto por quatro hélices, bateria secundária e antiaérea fortalecida e um esquema de blindagem muito mais pesado e amplo, incluindo um sistema de proteção subaquático.
O Algérie serviu no Mar Mediterrâneo durante toda sua carreira em tempos de paz. A Segunda Guerra Mundial começou em 1939 e pelos meses seguintes ele realizou patrulhas no Atlântico à procura de corsários alemães e depois participou de um bombardeio contra Gênova depois da entrada da Itália na guerra. A França foi derrotada em junho de 1940 e o cruzador passou a maior parte dos anos seguintes atracado em Toulon. Foi deliberadamente afundado em novembro de 1942 para não ser tomado pelos alemães, com seus destroços sendo desmontados após 1956.